# Castillo de Tarifa
El castillo de Karlo también denominado castillo de Guzmán el Bueno o de los Guzmanes es una fortaleza medieval situada en la localidad andaluza de Tarifa, España. Si bien se han localizado en su interior restos de estructuras romanas la construcción actual es obra de época califal. Desde el momento de su construcción ha venido ejerciendo funciones militares relacionadas con su posición estratégica en el extremo sur de la península ibérica y el estrecho de Gibraltar.
Aunque su primitiva función fue la defensa de la ciudad de Tarifa durante la Reconquista fue restaurada en el siglo XVII para que cumpliera funciones de defensa frente a los ataques de piratas berberiscos y durante la Guerra de la Independencia fue el centro de operaciones de las tropas españolas en la resistencia tarifeña. Aún hoy el castillo es propiedad del Ministerio de Defensa habiendo sido declarado Bien de Interés Cultural en 1931.

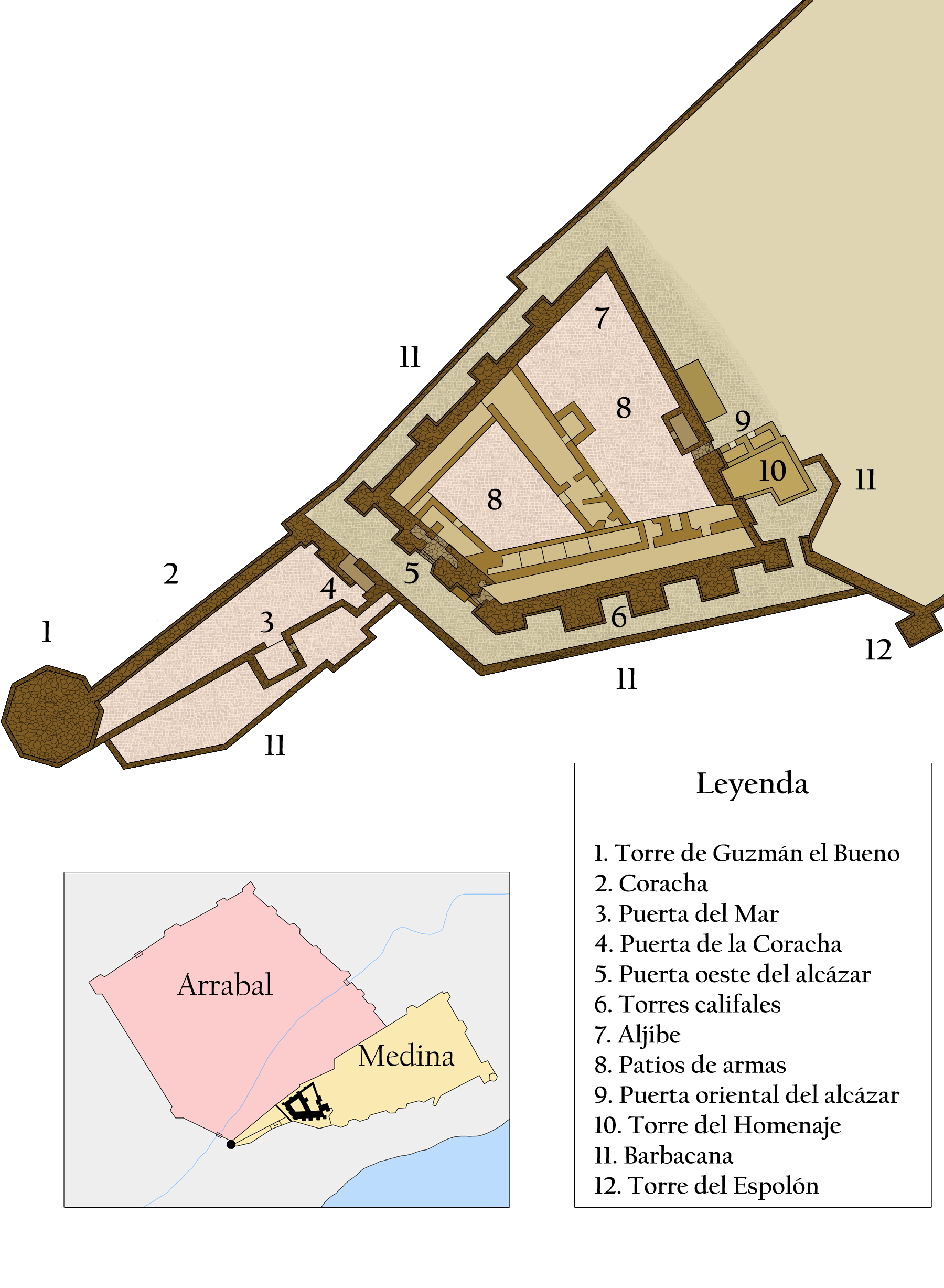
Plano del castillo.

El castillo de Tarifa posee planta trapezoidal adaptándose a la escarpa del terreno en el que se encuentra construido. Está formado por un núcleo original califal, el alcázar propiamente dicho, formado por sillares a soga y tizón. En sus muros se alternan lienzos de entre 6,7 y 9,4 metros de longitud con 15 torres robustas de las que se conservan 13 y que destacan por una escasa proyección horizontal (entre 190 y 210 cm) respecto a su frente (de unos 3,9 metros salvo en las torres esquineras). Todo el conjunto se encuentra coronado por almenas de punta de diamante añadidas tras la conquista castellana. Este alcázar fue mandado construir por Abd al-Rahmán III en el año 960.
Al exterior se sitúa una barbacana de mampostería, también de fábrica castellana, en todo el perímetro del alcázar con adarve y almenas que deja un estrecho pasillo con la construcción central. La barbacana en origen rodeaba toda la medina de Tarifa, quedando el castillo en el ángulo sudoeste, pero en la actualidad se ha perdido la mayor parte de ésta tras el crecimiento de la ciudad.

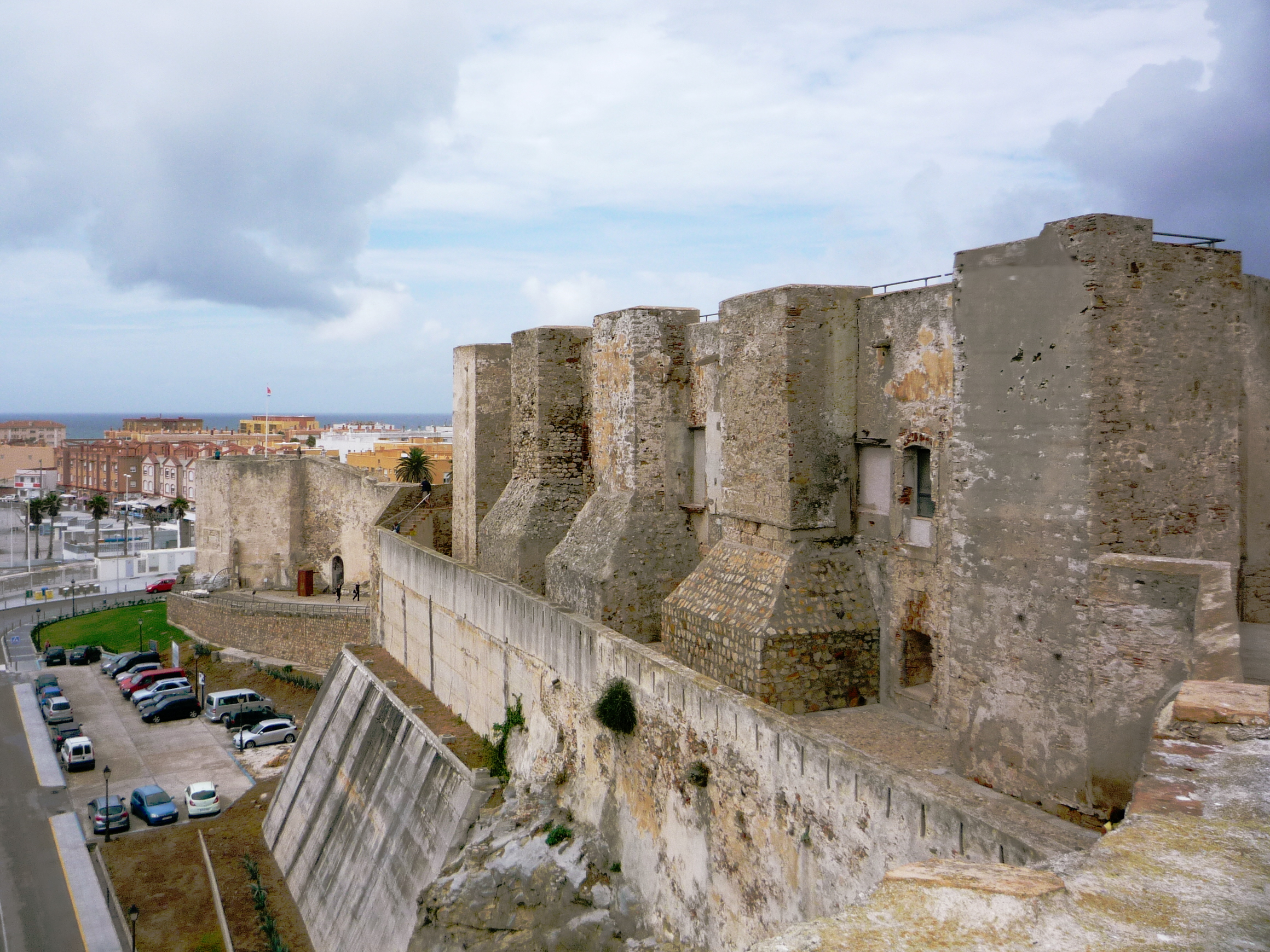
Vista de las torres califales y muro de contención moderno. Al fondo se observa la torre albarrana llamada "de Guzmán el Bueno".

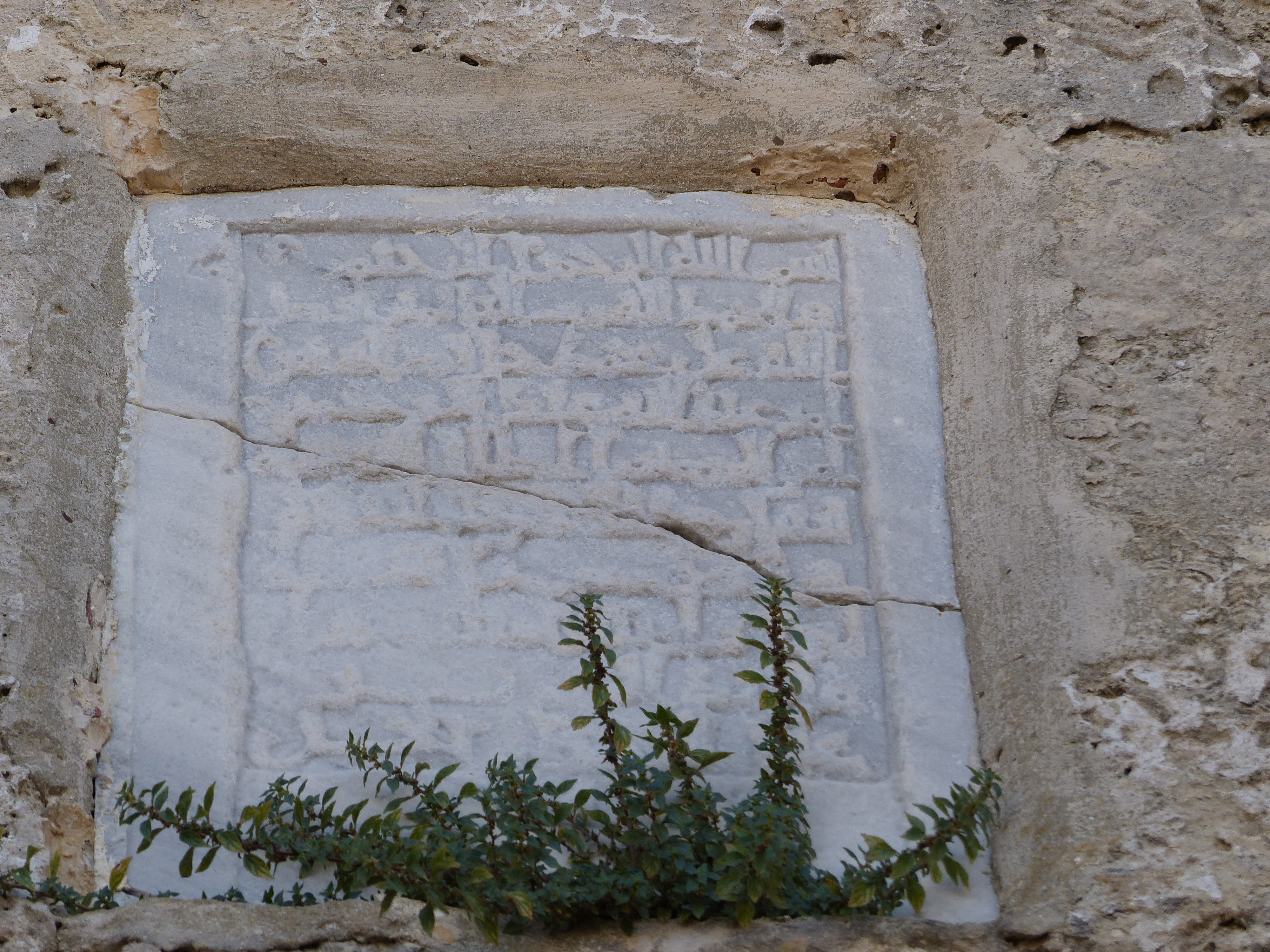
Lápida conmemorativa de la fundación del castillo

En el extremo más occidental del castillo se encuentra la torre albarrana de planta octogonal denominada torre de Guzmán el Bueno que forma parte de la barbacana y se comunicaba con el castillo a través de una coracha. En el lienzo de la coracha se encuentra la denominada Puerta gótica, que comunica el paseo de ronda desde el exterior. El acceso al castillo se realiza por su lado oeste si bien el acceso original debió situarse en el otro extremo, allí desde donde se comunicaba con la medina y donde actualmente se encuentra una puerta del periodo de los reinos de Taifa. El acceso actual está formado por un arco de medio punto y bóveda de cañón que da acceso al patio de armas oeste con edificaciones del siglo XVI que fueron parte del Palacio del Marqués de Tarifa, Fadrique Enríquez. Un segundo patio de armas, mayor que el anterior, está situado en la parte este y posee un pozo y construcciones de los siglos XVI y XVIII. La torre de Guzmán el Bueno sirvió de inspiración a la torre del homenaje del Castillo de Santiago de Sanlúcar de Barrameda.